# Daan Jippes
Daan Jippes, né Daniel Jan Jippes le 14 octobre 1945 à Amsterdam, est un dessinateur de bande dessinée néerlandais dont une partie du parcours professionnel se déroule au sein des productions Disney.

## Biographie
Daan Jippes commence son parcours professionnel aux Pays-Bas ; son enfance est bercée par les lectures des bandes dessinées d'André Franquin et de Carl Barks qui l'influenceront vivement. Après avoir participé à un magazine scolaire en 1963, il entame une collaboration avec la société néerlandaise Oberon Publishing (depuis VNU) pour qui il produit des layouts. Entre 1968 et 1974, il réalise des illustrations et des récits complets pour le magazine Pep dans différents styles influencés par Morris, Floyd Gottfredson ou Jack Davis. Il obtient reconnaissance et succès grâce à son album Bernard Voorzichtig : Twee Voor Thee sur scénario de Martin Lodjewik (traduit en France par Glénat sous le nom Bernard Prudence).
À partir de 1972, il commence à travailler pour Disney au sein du service des produits dérivés. Il réalise ainsi quantité de couvertures puis de récits complets (mettant en scène Mickey Mouse, Donald Duck ou l'Oncle Picsou) pour le magazine Donald Duck néerlandais ; il restera ensuite très impliqué dans les nombreuses activités de cette maison d'édition. Jusqu'en 1980 il se consacre à la bande dessinée après quoi il émigre aux États-Unis pour tenter sa chance dans l'animation. Il participe aux films Bernard et Bianca au pays des kangourous (1990), Le Prince et le Pauvre (1990), La Belle et la Bête (1991) et Aladdin (1992).

En 1981 il reprend sporadiquement les planches dominicales du comic strip Mickey Mouse, réalise divers travaux publicitaires jusqu'en 1987 et travaille de nouveau sur Donald Duck.

En 1988, il réalise aussi l'adaptation en bande dessinée du long-métrage Qui veut la peau de Roger Rabbit.

Depuis 1985, il produit des couvertures pour les comic books Disney édités par Gladstone Publishing et ce jusqu'en 1990.
Jusqu'en 1995 il participe au film Balto comme storyboardeur pour le studio Amblimation de Steven Spielberg. De 1999 à 2000, revenu aux Pays-Bas, il est directeur artistique pour le Studio Jan Kruis (nl).
À partir de 2005, il réalise l'adaptation d'un classique de la littérature néerlandaise nommé Havank dans le magazine Algemeen Dagblad publiée en album peu de temps après.
Daan Jippes est apprécié par les fans de Disney en raison de son aptitude à restituer le style graphique de Carl Barks, son dynamisme caractéristique et son encrage particulier ; pour cela il fut choisi par l'éditeur Egmont pour redessiner dès 1990 plusieurs histoires mettant en scène les Castors juniors écrites par Carl Barks dans les années 70 et illustrées à l'époque par Kay Wright ou Tony Strobl.

## Publications

### En français
- Les Aventures de Bernard Prudence (dessin), avec Martin Lodewijk (scénario), Glénat :
  - Tea for two, 1981.
- Les Classiques du dessin animé en bande dessinée, Dargaud :
  - Le Roi Lion II - L'Honneur de la tribu (scénario), avec Sara Storino et Andrea Nicolucci (dessin), 1999.
- « André m'a tuer » (2 planches hommage à André Franquin), redécoupage de Yann, Casemate n°4, 2008.
- Havank, coll. "Paris-Bruxelles", Glénat :

1. Casse-tête, 2008.
2. L'Ombre prend le voile, 2010.

- Les histoires de l'univers de canard (Picsou, Donald...)[4] :
  - Embouteillés ! (dessin), reprise d'une histoire de Carl Barks in Les Trésors de Picsou n°8, 2009.
  - Baleine en danger (dessin), reprise d'une histoire de Carl Barks in La dynastie Donald Duck - Intégrale Carl Barks 17, 2015
  - La Nouvelle Arche (dessin), reprise d'une histoire de Carl Barks in La dynastie Donald Duck - Intégrale Carl Barks 18, 2015
  - Bol de grenouille ! in Picsou Magazine 466, 2010
  - Les Cookies du dragon rugissant (dessin), reprise d'une histoire de Carl Barks in La dynastie Donald Duck - Intégrale Carl Barks 18, 2015
  - Hypnose musical (dessin), reprise d'une histoire de Carl Barks in La dynastie Donald Duck - Intégrale Carl Barks 18, 2015
  - Sauvons le lac (dessin), reprise d'une histoire de Carl Barks in La dynastie Donald Duck - Intégrale Carl Barks 17, 2015
  - Les sauveteurs (dessin), reprise d'une histoire de Carl Barks in Picsou Magazine 462, 2010
  - Scandaleux capitaines (dessin), reprise d'une histoire de Carl Barks in La dynastie Donald Duck - Intégrale Carl Barks 18, 2015
  - La Forêt Noire en danger (dessin), reprise d'une histoire de Carl Barks in La dynastie Donald Duck - Intégrale Carl Barks 17, 2015
  - Ouragan sur le calme in Picsou Magazine 550, 2020
  - De Hamelin à Donaldville, reprise et fin d'une histoire de Carl Barks in La dynastie Donald Duck - Intégrale Carl Barks 18, 2015
  - Qui sait qui c'est ? (dessin), avec John Lustig (scénario) in Picsou Magazine 453, 2009
  - Le prix de la paix ! in Picsou Magazine 488, 2013
  - Encadrement naturel ! in Picsou Magazine 479, 2012

## Filmographie
- 2006 : Souris City storyboard complémentaires
- 2004 : Mulan 2 : La Mission de l'Empereur storyboard complémentaire
- 2004 : Mickey, Donald, Dingo : Les Trois Mousquetaires storyboardeur
- 2001-2002 : Tous en boîte storyboardeur (5 épisodes)
- 2001 : Osmosis Jones storyboardeur
- 1998 : Le Roi lion 2 : L'Honneur de la tribu chef du storyboard
- 1998 : Pocahontas 2 : Un monde nouveau storyboardeur
- 1998 : Excalibur, l'épée magique storyboardeur
- 1998 : Mulan histoire originale
- 1995 : Balto chef du storyboard
- 1990 : Le Prince et le Pauvre storyboardeur avec Roger Allers, Mark Dindal, Gary Trousdale, Kirk Wise, Vance Gerry, Robert Lence, Kent Holaday et Kevin Harkey
- 1991 : La Belle et la Bête développement visuel (non crédité)
- 1992 : Aladdin histoire originale et storyboard avec Roger Allers, Burny Mattinson, Kevin Harkey, Sue Nichols, Francis Glebas, Darrell Rooney, Brian Pimental, Larry Leker, Chris Sanders, James Fujii, Kirk Hanson, Kevin Lima, Rebecca Rees, David S. Smith et Patrick A. Ventura

## Prix et distinctions
- 2001 : Prix Stripschap pour l'ensemble de son œuvre